# Vulpes vulpes schrenckii
Vulpes vulpes schrenckii es una subespecie de  mamíferos carnívoros  de la familia Canidae.

## Distribución geográfica
Se encuentra en Sajalín.